# Министерство науки, технологий и инноваций Малайзии
Министерство науки, технологий и инноваций Малайзии отвечает за повышение конкурентоспособности в области науки и технологии на основе генерирования знаний и устойчивого развития.

## История
Министерство было создано в 1973 году федеральное правительство как Министерство технологий, исследований и местного самоуправления и было реформировано в 1976 году в Министерство науки, технологии и окружающей среды. После перестановки в кабинете министров 2004 года, обрело нынешнее название.

## Структура
- Малайзийский центр по дистанционному зондированию
- Национальный научный центр
- Национальное океанографическое управление
- Национальное космическое агентство
- Химический департамент Малайзии
- Агентство по ядерной энергии Малайзии
- Метеорологическая служба Малайзии
- Департамент стандартов Малайзии
- Совет лицензирования атомной энергии
- Мультимедийная корпорация развития
- Технологический парк Малайзии
- Малайзийская биотехнологическая корпорация
- Национальный центр безопасности ИКТ и экстренного реагирования
- Малайзийский сетевой информационный центр
- Малайзийская корпорация развития технологий